# Галофіли
Галофіли (від грец. halos-сіль і грец. phylos — люблю) — організми, що мешкають тільки в умовах високої солоності. Галофільні мікроорганізми ростуть при концентраціях солей в 20-30%. Для них характерна інша ніж у більшості мікробів структура клітинної стінки (відсутність пептидоглікану тощо), повільні темпи розмноження, мала щільність популяції, повільно протікаючі процеси біосинтезу і біодеградації. Мешкають в засолених ґрунтах, солоних озерах, морях, солоній рибі.

## Тварини
До галофілів належать переважно морські тварини, що не здатні переносити солоність нижче 300 проміле — радіолярії, рифоутворючі корали, мешканці коралових рифів і мангрових заростей, більшість голкошкірих, головоногі молюски, багато ракоподібних та інші. До цієї ж групи належать і мешканці внутрішньоматерикових водойм з солоністю від 24 до 100 і навіть 300 проміле, наприклад, деякі коловертки, рачок Artemia salina, личинка комара Aedes togoi та інші. За допомогою осморегуляції галофіли підтримують у рідинах тіла відносно постійну концентрацію осмотично активних речовин, нижчу, ніж в оточуючому їх середовищі.

## Галофіти

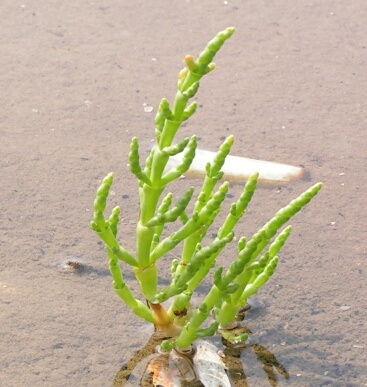
Рослина-галофіл Salicornia europaea

Рослини галофіли, що ростуть на солончаках і солонцях, називаються галофітами. До них належать деякі види полину, Цмин пісковий та ін.) Поширені на морських узбережжях (морські марші), а також у місцевостях з сухим кліматом — пустелях, напівпустелях і навіть степах на особливих типах ґрунту — солонцях і солончаках. Нерідко мають сукулентний вигляд — з товстими стеблами і роздутими листям, що сприяє збереженню важкодоступній вологи.

## Мікроорганізми
Галофільні мікроорганізми ростуть у середовищі з високою концентрацією NaCl (до 32%). Екстремальні галофіли розвиваються в середовищах, що містять 15-32% NaCl (бактерії родів Halobacterium, Halococcus), помірні галофіти воліють середовища з 5-20% NaCl (бактерії рядів Paracoccus, Halodenitricant, Pseudomonas, Vibrion та деякі мікроводорості), інші мікроорганізми краще ростуть в середовищах з 2-5% NaCl (морські мікроорганізми). Високі концентрації NaCl необхідні для підтримки структурної цілісності цитоплазматичної мембрани і функціонування пов'язаних з нею ферментних систем. Іони Na+ визначають також ригідність клітинної стінки.
Галофільні мікроорганізми мешкають в солоних водоймах і засолених ґрунтах. Високі концентрації хлориду натрію необхідні їм для підтримки структурної цілісності цитоплазматичної мембрани і функціонування пов'язаних з нею ферментних систем. При видаленні з солоного середовища, їх клітинна стінка розчиняється, а цитоплазматична мембрана розпадається на дрібні фрагменти.
Цитоплазматична мембрана галофільних мікроорганізмів має характерні риси будови — вона складається з близько 1/3 ліпідів і 2/3 різних білків, включаючи звичайні набори флавопротеїнів і цитохромів. Основна маса ліпідів екстремальних галофілів відрізняється тим, що в їх молекулі гліцерин пов'язаний з фітанолом, а не з залишками жирних кислот. Також клітинні мембрани екстремальних галофілів містять багато каротиноїдних пігментів, основний з яких — бактеріоруберін), що обумовлюють забарвлення колоній від рожевого до червоного кольору і червоно-оранжевого кольорів, що має для галофілів важливе значення як засіб захисту проти надмірної радіації, так як для місць їх проживання характерна висока освітленість.